# 莫斯利街

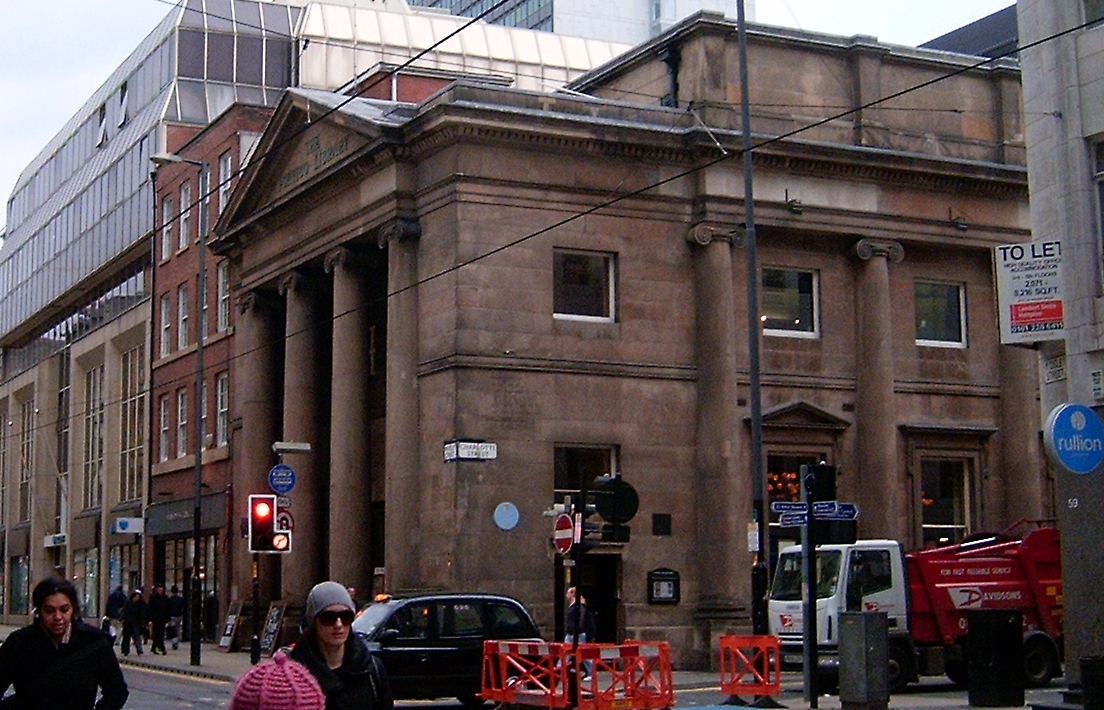
Portico Library

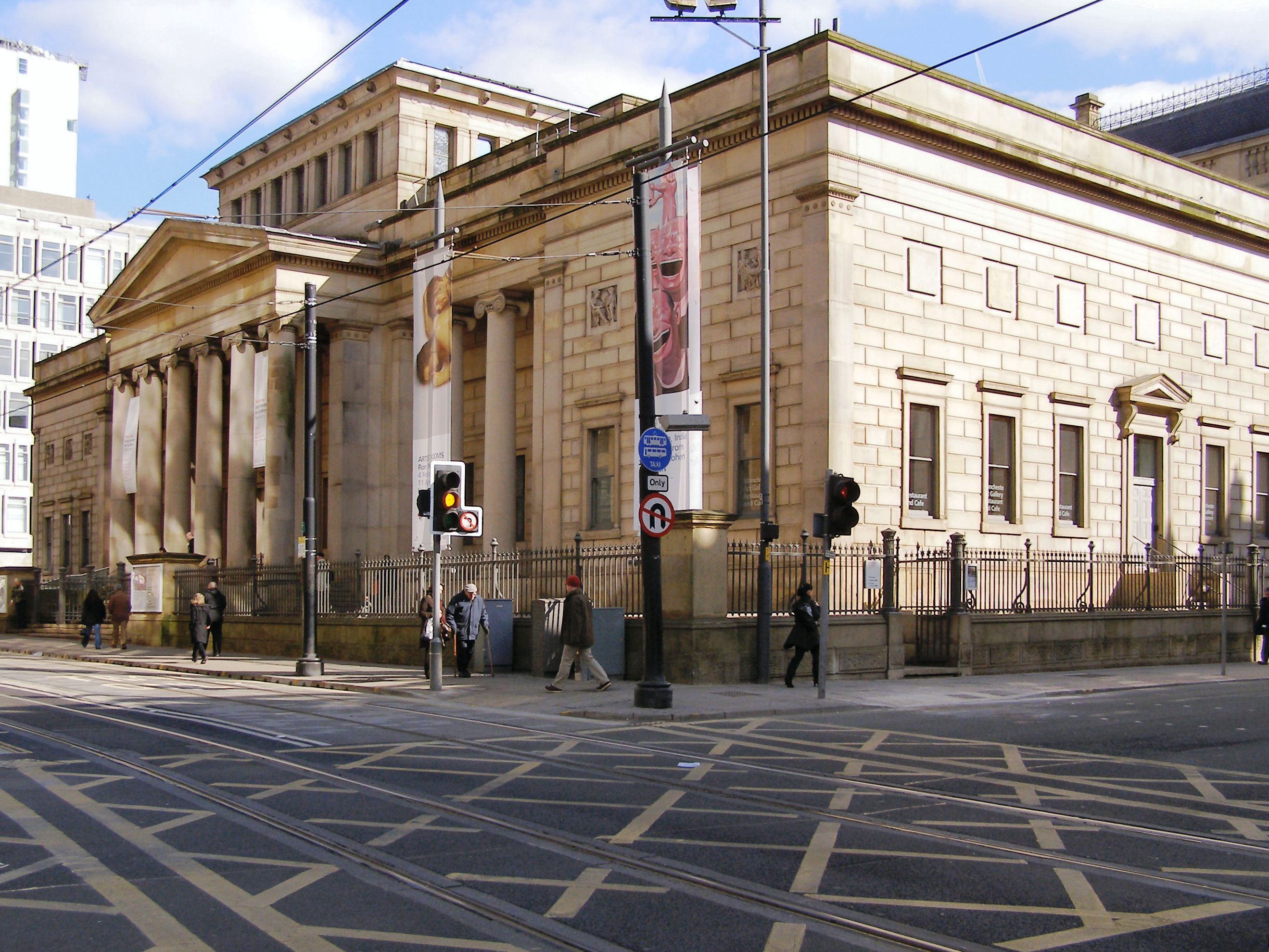
曼彻斯特美术馆

莫斯利街（Mosley Street）是英格兰曼彻斯特的一条街道，东北西南走向，东北端到与皮卡迪利街、市场街的路口，西南到圣彼得广场，沿街有若干二级登录建筑。
这条街开辟于1780年代，到19世纪初成为该市时髦住宅区的中心。
这条街得名于尼古拉斯·莫斯利 。

## 登录建筑
东侧
- Portico Library[2]
- 曼彻斯特美术馆[3]
- 77、77a[4]

西侧
- 10号[5]
- 12号[6]
- 14-16号[7]
- Colwyn Chambers[8]
- 38-42号[9]